# Свири (село)
Свири (груз. სვირი) — село в Грузии, на территории Ахалцихского муниципалитета края (мхаре) Самцхе-Джавахети.

## География
Село находится в южной части Грузии, на расстоянии приблизительно 6 километров (по прямой) к северу от города Ахалцихе, административного центра муниципалитета. Абсолютная высота — 1353 метра над уровнем моря.

## Население
По результатам официальной переписи населения 2014 года, в Свири проживало 436 человек (208 мужчин и 228 женщин). В национальной структуре населения грузины составляли 99,8 %, армяне — 0,2 %.
| Год  | Население, человек |
| ---- | ------------------ |
| 2002 | 551                |
| 2014 | ↘ 436              |